# IC 3062
IC 3062 ist eine Spiralgalaxie vom Hubble-Typ Sc im Sternbild Coma Berenices am Nordsternhimmel. Sie ist schätzungsweise 349 Millionen Lichtjahre von der Milchstraße entfernt.
Das Objekt wurde am 16. November 1900 von Arnold Schwassmann entdeckt.